# Widok Delftu

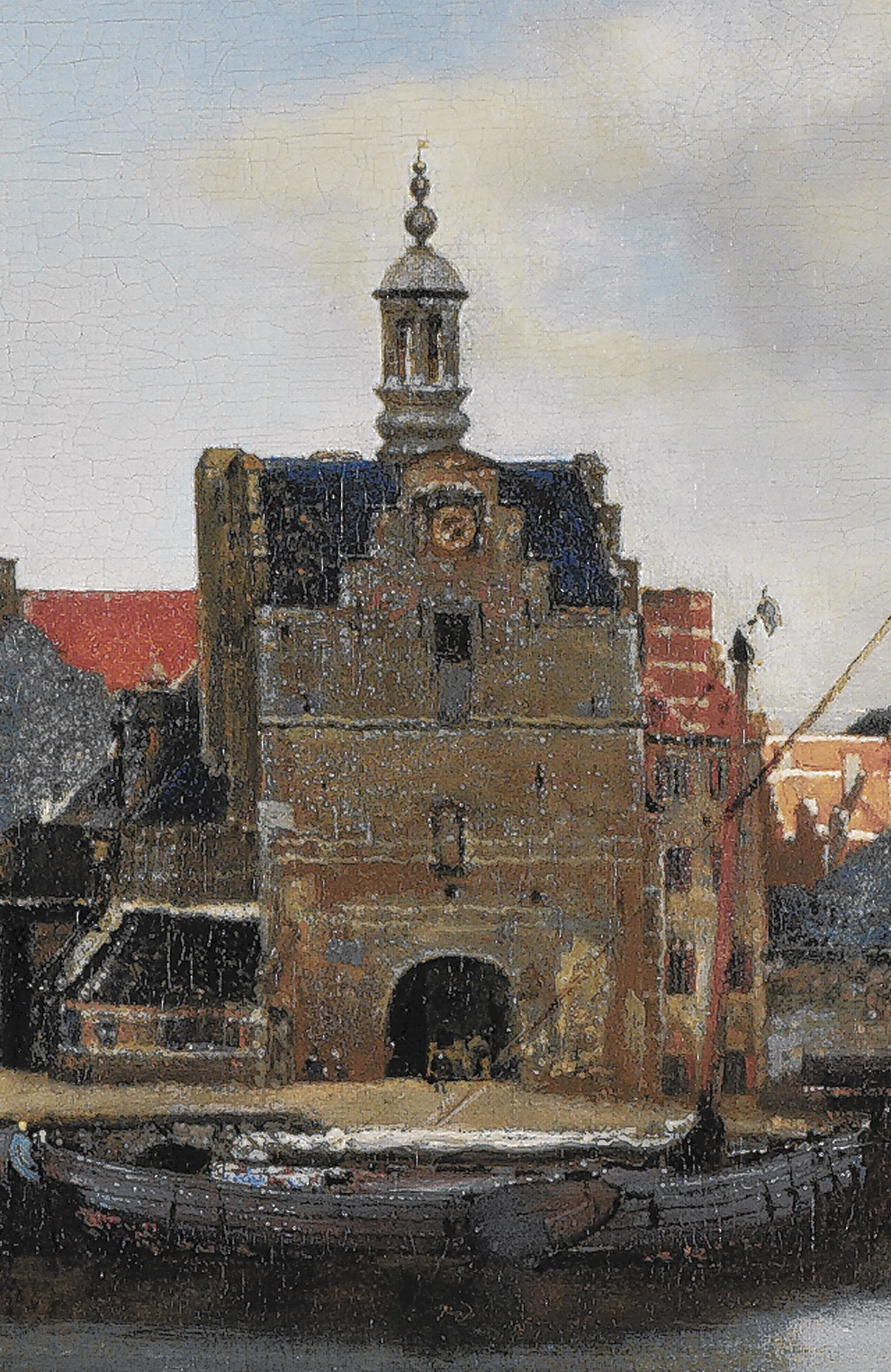
Brama Schiedam (fragment obrazu)

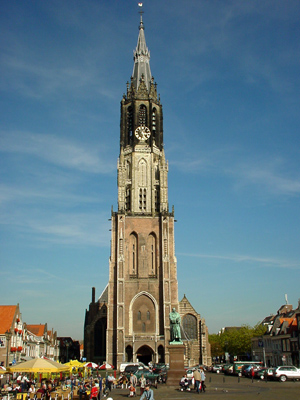
Nieuwe Kirk w Delfcie (widok obecny)

Widok Delftu (Widok Delft, niderl. Gezicht op Delft) – obraz Jana Vermeera datowany na lata ok. 1658–1661. Płótno jest sygnowane, podpis znajduje się po lewej stronie, na łodzi.
Widok Delftu jest jednym z dwóch obrazów Vermeera, które przedstawiają widok miasta. Powszechnie przyjmuje się, że najpierw namalował Uliczkę. Obraz miał kilku właścicieli. Ze sprzedaży z 1822 roku zachował się opis:
Sposób malowania jest śmiały, mocny i mistrzowski, jak tylko to można by sobie wyobrazić; wszystko prześwietlone jest w piękny sposób blaskiem słońca, tonacja powietrza i wody, powierzchnia murów i widoki tworzą znamienitą całość; jest to obraz absolutnie jedyny w swoim rodzaju.
Na Widok Delftu zwrócił uwagę Thoré-Bürger podczas swojej pierwszej podróży do Holandii w 1842 roku. Później poznał także inne dzieła Vermeera i doprowadził do odkrycia Vermeera dla szerszej publiczności i spopularyzowania jego twórczości. Obecnie obraz znajduje się w muzeum Mauritshuis w Hadze.
Ze względu na swoje walory świetlne obraz bywa porównywany do dzieł impresjonistów. Wpisuje się także w tradycję realistycznych wedut, malowanych w Holandii pod koniec XVII i w XVIII wieku. Badacze przypuszczają, że podczas jego malowania Vermeer używał urządzenia zwanego camera obscura. Na obrazie dominują brązy, ochra, akcenty czerwieni i żółci. W miejscach szczególnie dobrze oświetlonych – na budynkach, łodziach – Vermeer nakłada drobnymi plamkami jasną farbę.

## Identyfikacja miejsca
Obraz składa się z czterech pasów: piaszczystego brzegu, wody, zabudowań miejskich i najszerszego pasa nieba. Płótno ukazuje fragment miasta Delft i nabrzeże rzeki Schie – Schiekade, na wysokości Portu Rotterdamsko-Schiedamskiego. Ten widok został namalowany z piętra jakiegoś domu, znajdującego się na przeciwległym brzegu rzeki, w pobliżu przystani Kolk. Na piaszczystym brzegu dwie zajęte rozmową kobiety. Obok stoi kilka osób (matka z dzieckiem, dwóch mężczyzn i kobieta), być może przygotowujących się do wypłynięcia łodzią. Na rzece znajdują się łodzie i barki. W mieście widać domy, bramy, wieże. Budynki, znajdujące się bliżej, pogrążone są w cieniu, podczas gdy te z tyłu są oświetlone przez słońce, przedzierające się przez ciężkie chmury. Szczególnie jasna jest wieża kościoła Nieuwe Kerk (Nowego Kościoła). Kościół ten, utrzymany w stylu gotyku brabanckiego, do dziś stoi w Delfcie.
Patrząc od lewej, pierwszym budynkiem o długim dachu jest prawdopodobnie browar De Papegaey. Pierwsza od lewej wieżyczka, słabo widoczna, to wieża kościoła Oude Kerk (Starego Kościoła). Kolejna budowla, stosunkowo wysoka, z ciemnym dachem i wieżyczką, to Brama Schiedam. Za nią widoczny jest podłużny dach Armamentarium – magazynu broni. Dalej jest jasno oświetlona wieża Nieuwe Kerk. Przed nią stoi brama Rotterdamska, składająca się z budynku z niebieskim dachem oraz stojącej obok budowli o dwóch wieżach.

## Widok Delftua Marcel Proust
Płótnem zachwycił się Marcel Proust, miłośnik Vermeera, który w 1921 roku napisał:
„Odkąd w haskim muzeum zobaczyłem Widok Delft, wiem, że widziałem obraz najpiękniejszy na świecie”.
W W poszukiwaniu straconego czasu Proust umieścił postać pisarza Bergotte’a. W tomie Uwięziona opisał jego śmierć, która nastąpiła przed obrazem Widok Delftu. Bergotte miał przeczytać opinię krytyka o uwielbianym przez siebie Widoku Delftu. Ów krytyk napisał, że kawałek żółtej ściany [...] wymalowany jest tak wspaniale, że gdyby tylko nań patrzeć, jawi się jak cenne dzieło sztuki chińskiej, w swojej piękności całkowicie samowystarczalne [...]. Bergotte, który nie mógł sobie przypomnieć tego kawałka żółtej ściany, fragmentu Widoku Delftu, poszedł na wystawę, by jeszcze raz obejrzeć obraz. Dostrzegł wówczas tę żółtą ścianę i inne detale. Patrząc na to dzieło stwierdził, że tak powinien pisać. Zupełnie oszołomiony powtarzał w myślach: Kawałek żółtej ściany, kawałek żółtej ściany, usiadł na muzealnej kanapce i zmarł, rażony atakiem apopleksji.
Nie jest do końca pewne, który fragment Widoku Delftu miał na myśli Proust, pisząc o kawałku żółtej ściany. Niektórzy twierdzą, że jest to tylko owoc wyobraźni pisarza. Umierając w 1922 roku, Proust był w trakcie trzeciej korekty Uwięzionej i dotarł właśnie do strony 136, zawierającej opis śmierci Bergotte’a. Tak więc umierając, pisarz był równocześnie zaabsorbowany poprawianiem opisu śmierci Bergotte’a.